# ハングル優越主義
ハングル優越主義（ハングルゆうえつしゅぎ）では、韓国において、主に民族主義に基づきハングルが世界のどの文字体系よりも優れているとする立場を述べる。ハングル民族主義、ハングル中心主義などとも呼ばれる。

## 世界の記憶
1997年に、ハングル作成の背景と原理を記録した『訓民正音解例本』（大韓民国指定国宝70号）が、ユネスコの世界の記憶（世界記憶遺産）に登録された。
これに関して、しばしば「ハングル」そのものが世界記憶遺産や世界文化遺産の指定を受けたと報じられることがあるが、ユネスコでは「特定の文字」や「言語自体」は世界遺産や世界の記憶、人類口伝及び無形遺産傑作等への指定の対象外となっており、誤りである。
なお、識字率増進に力を尽くした人に与えるユネスコ世宗識字賞があるが、これは大韓民国政府が推進して制定されたもので、大韓民国政府が賞金を全額支援している。

## 世界文字オリンピック
2009年、韓国の国際神学大学院大学が主催して、ハングル学会などが後援する第1回世界文字オリンピックが韓国のソウルで開催されハングルが1位となり、世界最高の文字と韓国内で認められた。第2回世界文字オリンピックは2012年にタイのバンコクで開催され、第1回に続いてハングルが1位となった。第3回は開催されず2014年後半に公式サイトは閉鎖された。
また近年、「ハングルが世界中の言語学者の間で最も優秀な文字であると認定されており、国連が文字のない民族に対してハングルの普及を推進している」という主張が小学生用の国定道徳教科書に掲載されていた。しかし、2011年3月に韓国の中央日報や国民日報などの報道で、これがインターネットで広まった噂であり、事実でないことが指摘された。教育科学技術部は記述を訂正する姿勢を表明している。
2013年には「ハングルの優秀性」をアピールするハングル博物館がソウルの龍山に開館した。

## 朝鮮語以外のハングル表記
独自の文字を持たない民族に、ハングルを表記文字として採用することを勧める人や団体（「訓民正音学会」など）がある。実際、2009年には、インドネシア南東スラウェシ州ブトゥン島バウバウ市が、土着語チアチア語を表記する文字としてハングルを採択した（ただし2011年10月現在、この計画は非常な困難に直面しているという）。また韓国政府は、ボリビアのアイマラ族に対するハングル普及事業も進めている。
2009年8月7日時点でのNHKの報道によれば、ハングル学会の働きかけの結果、インドネシアのチアチア族が、ハングルの採用を決めたという。しかし実際には、現地に派遣された韓国人教師はおらず、ハングルがチアチア族の公式文字に採択された事実もない。
一方で、「ハングルの国際化」に対する過熱気味の報道もある。例えば、2001年のハングルの日に、文化放送は、ある言語学教授がラフ族にハングルを普及するという内容のドキュメンタリー『ハングル、ラフ村に行く』を放送した。しかしこのドキュメンタリー撮影に参加したある大学院生は後日、その放送が演出されたものであり、ラフ族はラテン文字でラフ語を記録して来たから、新しい文字は必要なかったと明らかにした。
また2004年には、慶北大学校が東ティモール大統領（シャナナ・グスマン）夫人一行に対し、公用語であるテトゥン語の表記手段としてハングルを採択するよう提案した、という報道資料を出したが、実際には内部で検討されたものの提案は行われていなかった。東ティモール人は以前からラテン文字でテトゥン語を表記してきたため、新たな文字体系を導入する必要はない。

### ハングル輸出の難しさ
例えば日本語をハングルで表そうとする場合、濁音、「ツ」を標準的表記法（一例）で正確に表すことは難しい。さらに、ㄱㄷㅂㅈは、原則として語頭で無声音になるため、例えば「다시」が、「ダシ」ではなく「タシ」に近い音となる。「ジ」を除く、「ザ行」も「ㅈ」[tʃ/dʒ]で代用するため、代用表記そのままで発音すると「ざる」が「チャル」、「かざり」が「カヂャリ」に近い音になる。またハングルには "F" にあたる子音字がなく（通例外国語を表記する際はㅍで代用するが、ㅎで代用される場合もある）、後に母音が来ない子音は何らかの母音をつけて表記する場合もある（例：psi（ψ）→프시/pɯsi/）。
また、特定言語がどんな文字を使用するかは、政治・宗教・アイデンティティの問題と密接に関連する。さらに、少数言語の保存は政治、経済、文化的自立など言語外的な環境に大きく左右される。ハングル輸出の成否は、表記法としての効率性以外にも、これら諸要因を含めて考える必要がある。
例えば、旧ソビエト連邦地域で使われる小規模言語が、ソビエト連邦の崩壊以後にキリル文字からラテン文字（ローマ字）に表記体系を変えたことは、主にソ連支配に対する反感という政治的な理由による。また、イスラム教文化圏の言語がしばしばアラビア文字で表記されるのは文化·宗教的な理由からである。文字がないと思われている少数言語の大部分は、実際には既に正書法体系を取り揃えている場合が多く、その大部分は所属する国家の支配的言語が使う文字またはラテン文字に基盤がある。これは、ラテン文字が世界で一番広く通用する文字であり、ヨーロッパに基盤を持つ一方で比較的特定国家や民族の文化を代表しない中立性を持っており、既にマレー語やインドネシア語、ベトナム語（クオック・グー）、トルコ語、スワヒリ語など多くの非印欧系言語を表記するのに広く使われており、印刷やコンピュータ処理などに簡潔だという長所のためである。また何よりこれら少数言語保存のために努力している人々がラテン文字使用者だからである（ラテン文字化 / キリル文字化 / アラビア文字化も参照のこと）。
しかし、彼らは多くの場合、母語を捨て、支配的言語を使用するようになる。これは、母語を維持するよりその国の支配的言語を習得するほうがずっと役に立ち、その社会での生存に直結するからである。これは、方言の使用や保存より標準語の習得が現実的利益になることと広い意味で似ている。このように、少数言語の保存は政治、経済、文化的自立など言語外的な環境に大きく左右される。

### オンヌリ・ハングル
通常のハングルでは無理だが、ハングルの造字原理に沿って文字数を拡張した「オンヌリ・ハングル表記法」を使えば、世界中の言語を正確に表記できると主張する学者もいる（オンヌリは「全世界」の意）。この表記法によれば、例えばv音は凵、f音は工の字形で表記される。オンヌリ・ハングルの考案者である鄭元洙（チョン・ウォンス）忠南大学教授は「この方式で日本語の350種類、中国語の420種類の音節をほぼ完全にハングルで表記できる」「複雑な中国語をハングルで表記できる以上、ヒンディー語やタイ語、アラビア語などにも十分に適用できる」「読み書きがし易く、科学的なハングルで、文字を持たない民族の言語を表記できる日も必ずやってくるだろう」と主張している。

## ハングルの情報化
ハングル2ボル式キーボードがローマ字QWERTY配列より効率的な点、そして携帯電話用ハングルキーパッドがローマ字キーパッドより効率的な点をあげて、「大韓民国がハングルのおかげでIT強国になることができた」という主張をする人もいる。これにはタイプライターの限界点を考慮するしかなかったQWERTY配列や、ABC順に配列された携帯電話キーボードに比べ、後代に出て、もう少し効率性を計算して作ることができたという背景があり、普及率を別とすると、実際にローマ字キーボードの中にはQWERTY配列より効率的なDvorak配列等が開発されている。
ハングルは英語の綴りとは異なり、音素と文字が一対一で対応しているため音声言語処理が容易であり、形態素も含めて音節形態で処理するから情報化時代の検索と文字処理に有利だと主張する人もいる。しかしながら、単純に並べる形態で処理するローマ字とは違い、ハングルは初声・中声・終声が合わさる形態になっているから、入出力及び検索などの処理過程がとても複雑な文字に属する。文字検索の場合にも、一般的なワープロプログラムでは大部分がローマ字「A」を含む単語を検索する機能を支援するが、「ㄱ」を含む単語を検索する機能を支援するプログラムはほとんどない。それにユニコード領域のハングル文字の数は、完成された字だけで11172個もある。これは、ANSI標準が127個であるのに比べてとてつもなく多い数字である。